# Ropica binhana
Ropica binhana là một loài bọ cánh cứng trong họ Cerambycidae.